# Méautis
Méautis est une commune française, située dans le département de la Manche en région Normandie, peuplée de 648 habitants.

## Géographie
| Auvers                                   |         | Carentan-les-Marais (comm. dél. de Carentan)           |
|                                          | Méautis |                                                        |
| Terre-et-Marais (comm. dél. de Sainteny) |         | Terre-et-Marais (comm. dél. de Saint-Georges-de-Bohon) |

### Hydrographie
La commune est située dans le bassin Seine-Normandie. Elle est drainée par la Madeleine, la rivière des Gouffres, le canal 01 de la commune de Meautis, le canal 01 des Ormeaux, le canal 03 de la commune de Gorges, le canal 03 de la commune de Meautis, le cours d'eau 03 de la commune de Mautis, le fossé 05 de la commune de Meautis, le ruisseau de la Fontaine du Routeux, le ruisseau de la Marguerie, le ruisseau de Raffoville, le ruisseau des Sablons et divers autres petits cours d'eau,.

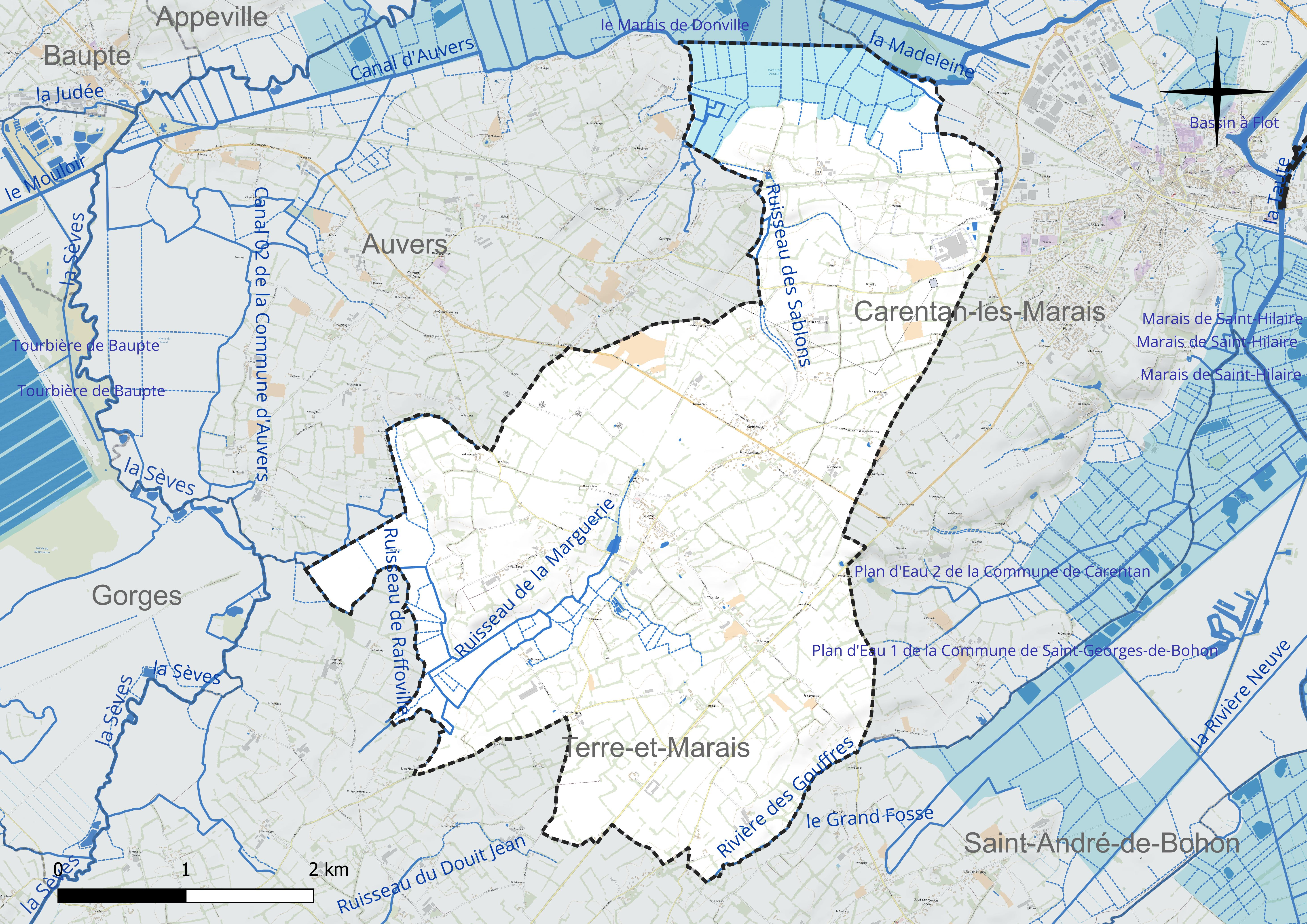
Réseau hydrographique de Méautis.

### Climat
Pour des articles plus généraux, voir Climat de la Normandie et Climat de la Manche.
En 2010, le climat de la commune est de type climat océanique franc, selon une étude du CNRS s'appuyant sur une série de données couvrant la période 1971-2000. En 2020, Météo-France publie une typologie des climats de la France métropolitaine dans laquelle la commune est exposée à un climat océanique et est dans la région climatique  Normandie (Cotentin, Orne), caractérisée par une pluviométrie relativement élevée (850 mm/a) et un été frais (15,5 °C) et venté.
Pour la période 1971-2000, la température annuelle moyenne est de 11,3 °C, avec une amplitude thermique annuelle de 11,2 °C. Le cumul annuel moyen de précipitations est de 742 mm, avec 12,8 jours de précipitations en janvier et 6,9 jours en juillet. Pour la période 1991-2020, la température moyenne annuelle observée sur la station météorologique la plus proche, située sur la commune de Sainte-Marie-du-Mont à 12 km à vol d'oiseau, est de 11,6 °C et le cumul annuel moyen de précipitations est de 890,0 mm,. Pour l'avenir, les paramètres climatiques de la commune estimés pour 2050 selon différents scénarios d’émission de gaz à effet de serre sont consultables sur un site dédié publié par Météo-France en novembre 2022.

## Urbanisme

### Typologie
Au 1er janvier 2024, Méautis est catégorisée commune rurale à habitat dispersé, selon la nouvelle grille communale de densité à sept niveaux définie par l'Insee en 2022.
Elle est située hors unité urbaine. Par ailleurs la commune fait partie de l'aire d'attraction de Carentan-les-Marais, dont elle est une commune de la couronne,. Cette aire, qui regroupe 13 communes, est catégorisée dans les aires de moins de 50 000 habitants,.

### Occupation des sols
L'occupation des sols de la commune, telle qu'elle ressort de la base de données européenne d’occupation biophysique des sols Corine Land Cover (CLC), est marquée par l'importance des territoires agricoles (98,1 % en 2018), une proportion sensiblement équivalente à celle de 1990 (98,4 %).
La répartition détaillée en 2018 est la suivante : zones agricoles hétérogènes (50,9 %), prairies (27,8 %), terres arables (19,4 %), zones urbanisées (1,7 %), zones industrielles ou commerciales et réseaux de communication (0,2 %).

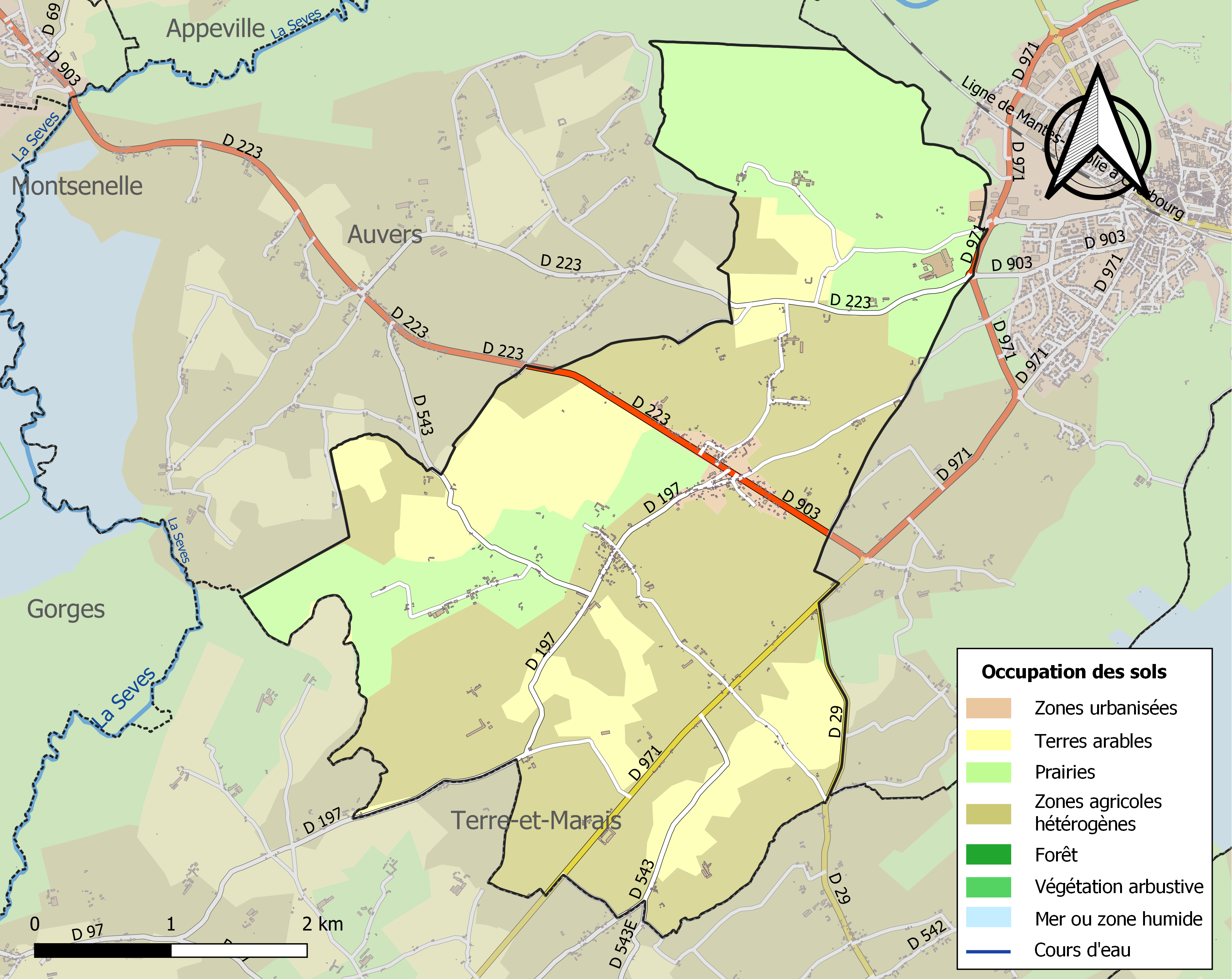
Carte des infrastructures et de l'occupation des sols de la commune en 2018 (CLC).

L'évolution de l’occupation des sols de la commune et de ses infrastructures peut être observée sur les différentes représentations cartographiques du territoire : la carte de Cassini (XVIIIe siècle), la carte d'état-major (1820-1866) et les cartes ou photos aériennes de l'IGN pour la période actuelle (1950 à aujourd'hui).

## Toponymie
Le nom de la localité est attesté sous la forme Meautis en 1793.
La prononciation traditionnelle de Méautis est [méo'ti:], depuis que l'ancien -z final s'est amuï vers le XIIIe siècle. Elle est confirmée par François de Beaurepaire et René Lepelley. De nombreuses personnes prononcent [méo'tis], en se laissant abuser par la graphie. Si la prononciation erronée est attestée aujourd'hui, il n'en reste pas moins qu'elle n'a aucune raison d'être, et que la prononciation traditionnelle, qui est parfaitement régulière, doit être soulignée.
Méautis se trouve sur une sorte de plateau bas entourée de marais.
Le gentilé est Méautichons.

## Histoire

### Antiquité
La paroisse s'est établie sur une voie romaine.

### Moyen Âge
Un Guillaume de Méautis accompagnait le duc de Normandie Robert Courteheuse à la première croisade en 1096. Sous Philippe Auguste Méautis fut le siège d'une importante baronnie. Un Jean de Méautis, écuyer, seigneur de Méautis, est mentionné en 1408 et 1409.

### Temps modernes
En 1506, un Briand d'Auxais est qualifié de seigneur d'Auxais et de Méautis,.

### Époque contemporaine
Pendant la bataille de Normandie et peu après la libération de la commune, le 840e bataillon de génie de l'air américain édifia à compter de la première quinzaine de juillet 1944 un « ALG », Advanced Landing Ground un petit aéroport avec une piste initialement de 3 600 pieds (1 100 mètres) de long pour 120 pieds (37 mètres) de large, longueur qui sera portée à 5 000 pieds (1 500 mètres) pour accueillir des chasseurs bombardiers plus lourds. Entièrement terminé mi-août, ce terrain servira de base à un groupe de chasseurs P-47 du 50e Flight Squadron. Cet escadron y restera basé jusqu'à la libération de la région parisienne début septembre, période où il s'installera alors sur les terrains d'Orly.

## Politique et administration
| Période                                  | Période   | Identité              | Étiquette | Qualité                |
| ---------------------------------------- | --------- | --------------------- | --------- | ---------------------- |
| 1944                                     | 1945      | Robert Marguerie      |           | Agriculteur            |
| 1945                                     | 1956      | Robert Marguerie      |           | Agriculteur            |
| juin 1995                                | mars 2008 | Julien Perrine        | SE        | Négociant en matériaux |
| mars 2008                                | mai 2020  | Marie-Christine Mette | SE        | Caissière              |
| mai 2020                                 | En cours  | Murielle Larue        | SE        | Clerc formaliste       |
| Les données manquantes sont à compléter. |           |                       |           |                        |

## Démographie
L'évolution du nombre d'habitants est connue à travers les recensements de la population effectués dans la commune depuis 1793. Pour les communes de moins de 10 000 habitants, une enquête de recensement portant sur toute la population est réalisée tous les cinq ans, les populations de référence des années intermédiaires étant quant à elles estimées par interpolation ou extrapolation. Pour la commune, le premier recensement exhaustif entrant dans le cadre du nouveau dispositif a été réalisé en 2005.
En 2022, la commune comptait 648 habitants, en évolution de +0,15 % par rapport à 2016 (Manche : −0,31 %, France hors Mayotte : +2,11 %).
| 1793 | 1800  | 1806  | 1821  | 1831  | 1836  | 1841  | 1846  | 1851  |
| ---- | ----- | ----- | ----- | ----- | ----- | ----- | ----- | ----- |
| 893  | 1 004 | 1 115 | 1 218 | 1 233 | 1 112 | 1 109 | 1 115 | 1 059 |

| 1856  | 1861 | 1866 | 1872 | 1876 | 1881 | 1886 | 1891 | 1896 |
| ----- | ---- | ---- | ---- | ---- | ---- | ---- | ---- | ---- |
| 1 002 | 948  | 876  | 878  | 868  | 838  | 812  | 769  | 783  |

| 1901 | 1906 | 1911 | 1921 | 1926 | 1931 | 1936 | 1946 | 1954 |
| ---- | ---- | ---- | ---- | ---- | ---- | ---- | ---- | ---- |
| 769  | 758  | 709  | 643  | 646  | 620  | 580  | 532  | 562  |

| 1962 | 1968 | 1975 | 1982 | 1990 | 1999 | 2005 | 2006 | 2010 |
| ---- | ---- | ---- | ---- | ---- | ---- | ---- | ---- | ---- |
| 543  | 522  | 504  | 548  | 566  | 642  | 656  | 651  | 651  |

| 2015 | 2020 | 2022 | - | - | - | - | - | - |
| ---- | ---- | ---- | - | - | - | - | - | - |
| 647  | 644  | 648  | - | - | - | - | - | - |

## Économie
La commune se situe dans la zone géographique des appellations d'origine protégée (AOP) Beurre d'Isigny et Crème d'Isigny.
Le parc éolien d'Auvers-Méautis regroupe quatre turbines, trois sur Méautis une sur Auvers.
L'usine des Maîtres Laitiers du Cotentin, destinée à remplacer celle de Tribehou, fabriquera notamment du lait infantile à destination du marché chinois, à partir de 2017 (contrat Synutra)[Passage à actualiser].

## Culture locale et patrimoine

### Lieux et monuments

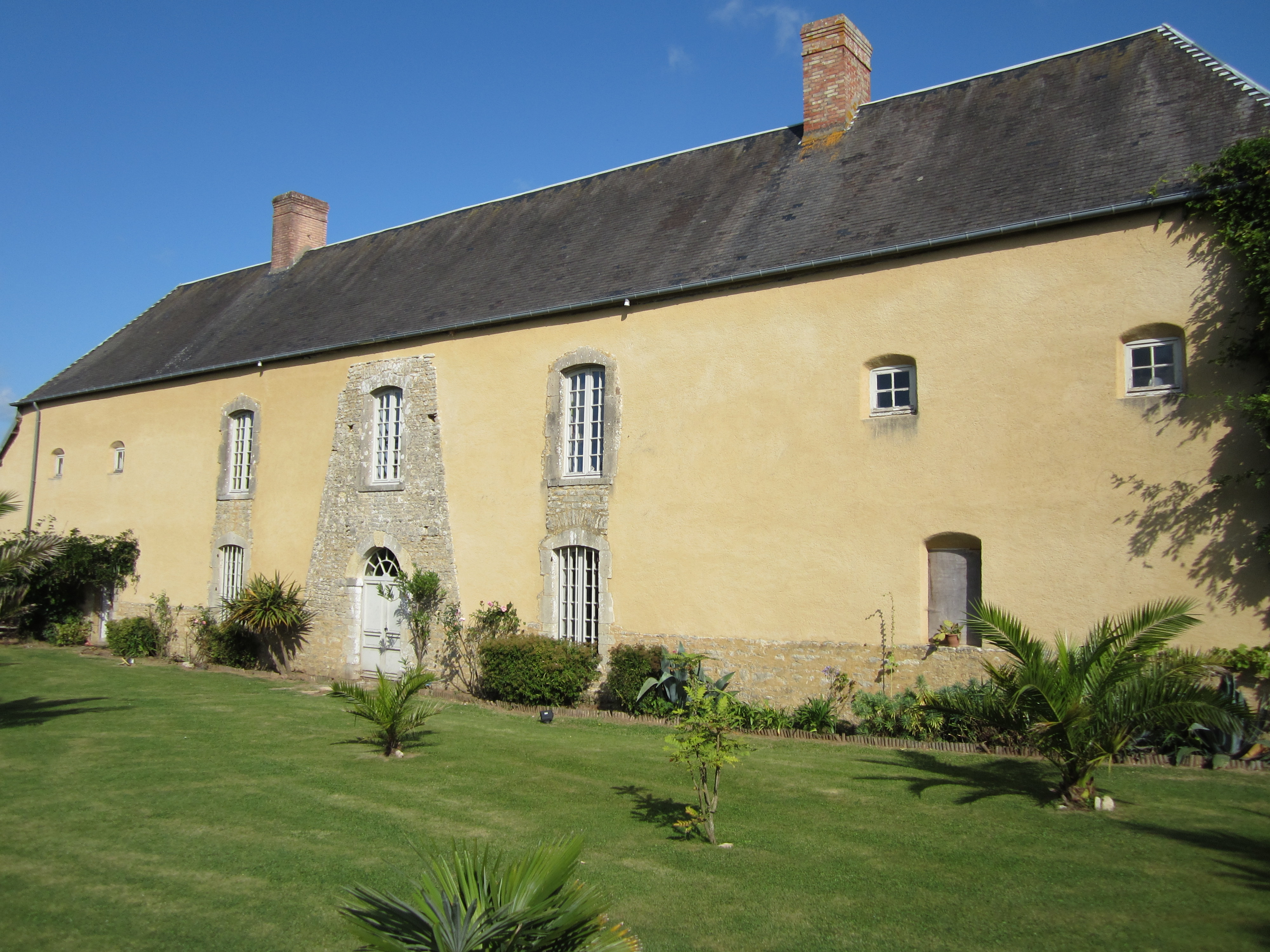
Le manoir de Donville.

- Église Saint-Hilaire du XVe siècle de style gothique avec clocher en bâtière, cadran solaire du XVIe siècle et avant-porche gothique dans lequel on a scellé une très ancienne plaque funéraire[29]. Elle abrite un bénitier du XVe, une chaire à prêcher du XVIIIe, des bancs du chœur du XVIIIe. Saint Genifort y est invoqué pour les enfants chétifs ou rachitiques[30].
- Chapelle saint Clément de Donville des XIe – XVe siècles avec son vieux cimetière. Elle abrite une Vierge à l'Enfant mutilée classée au titre objet aux monuments historiques[42].
- Manoir de Donville, manoir en bauge du XVIIe siècle, inscrit aux monuments historiques en 2011[43].
- Ferme-manoir de la Granvallerie.
- Manoir du Lude.
- Ferme dite la Cour de Méautis. Près de la ferme on voyait encore au XIXe siècle les traces du château féodal[29].
- Vestiges d'un moulin, puits restauré.
- Plaques commémoratives du général Théodore Roosevelt[44].
- Stèle dédiée au 50e Flight Squadron de la 9e US Air Force qui décollait de l'aérodrome provisoire (A17).
- Ferme de la Croix Capée qui porte aujourd'hui le nom de la croix de Méautis où une centaine de réfugiés civils est venue se cacher en juin 1944, durant la bataille de Carentan[45].

### Personnalités liées à la commune
- Marie-Françoise Salmon (Méautis, 16 janvier 1756 - Paris, 2 mai 1827), célèbre pour son inculpation d'empoisonnement d'une famille de Caen, en 1781, condamnée au bûcher et reconnue innocente, après cinq années de cachot et de multiples rebondissements[46]. Conduite sur le bûcher le 18 avril 1782 elle est sauvée in extremis et innocentée 28 mois plus tard[30].
- Le général américain Theodore Roosevelt Junior (1887 - Méautis, 1944), est mort d'une crise cardiaque dans le presbytère de cette commune dont il avait fait son quartier général, le 12 juillet 1944, lors de la bataille de Normandie, après une dure journée à repousser des contre-attaques allemandes. Son corps est enterré au cimetière américain de Colleville-sur-Mer.